# Мкртич I
Мкртич I Хримя́н (арм. Մկրտիչ Ա Խրիմյան), также известен как Хримя́н Айри́к (арм. Խրիմյան Հայրիկ; Хримя́н отец) и Мкртич I Ванеци́ (арм. Մկրտիչ Ա Վանեցի) (4 апреля 1820, Ван, эялет Ван, Османская империя — 29 октября 1907, Эчмиадзин, Эриванская губерния, Российская империя) — армянский религиозный и общественный деятель, писатель. Патриарх армян Константинополя (1869—1873), Прелат Вана (1880—1885), Католикос всех армян (1892—1907).

## Биография
Мкртич Хримян родился 4 апреля 1820 года в районе Айгестан города Ван (Османская империя). Начальное образование получил у своего дяди Хачатура, в родовом селении, религиозное образование — в духовных школах Лима и Ктуца (Васпуракан, Западная Армения). В 1842 году переехал в Константинополь, где работал учителем в армянской школе района Хасгюх. В это же время начал путешествовать по разным странам, где в армянских общинах помимо лекций религиозной тематики читал также лекции об армянской культуре, истории и искусстве. В 1851 году, по поручению Армянского патриархата Константинополя, отправился в Киликию, чтобы на месте изучить жизнь местных армян и заняться их образованием.
Спустя три года, в 1854 году, возвратился в Ван, где в монастыре Ахтамар был рукоположён в монахи, после чего был утверждён настоятелем монастыря Вараг, в котором основал семинарию-интернат. Будучи высокообразованным человеком, Хримян хотел по примеру мхитаристов основать в Ване типографию, однако не смог осуществить свои планы. Лишь перебравшись обратно в Константинополь, он открыл типографию, в которой с 1858 года начал выходить в свет журнал «Арцви Васпуракан», сыгравший большую роль в жизни армянских интеллектуалов Вана, Константинополя и вообще всей Армении.
В 1860 году Мкртич Хримян посетил Восточную Армению, имея, в частности, целью хоть как-то помочь армянским крестьянам и облегчить их положение. Он побывал в Ереване, Эчмиадзине, Сюнике, Арцахе и Тбилиси. В 1862 году он получил должность духовного предводителя Тарона и настоятеля монастыря Святого Карапета. Здесь он основал новую семинарию и газету «Арцвик Тарони». Передав руководство известному интеллектуалу Гарегину Срвандзтянцу, он снова посещает армянских крестьян и пытается с помощью своего авторитета противостоять обогащению турецких и курдских господ за счёт армянского населения. За особое внимание к насущным проблемам армянского населения народ стал именовать духовного деятеля Хримян Айрик (отец).
В 1868 году Хримян в Эчмиадзине был рукоположён в епископы, а спустя год, наперекор желанию султана и османского правительства, был избран Патриархом армян Константинополя. Мкртич Хримян был активным сторонником борьбы с неграмотностью, бедностью и враждебностью по отношению к армянам. Он считал, что главным условием безопасности армян будет создание Армянской автономии на территории Османской империи. Смелые решения и планы Хримяна не всегда находили поддержку, ввиду чего в августе 1873 года он подал в отставку и вернулся на кафедру епископа Ванского. После ухода Мкртича Хримяна его место в Константинополе занял Патриарх Нерсес Варджабедян, который продолжил дело своего предшественника.

## Берлинский конгресс

Мкртич I Хримян

Архиепископ Мкртич Хримян по предложению Григора Отяна был избран Армянским национальным советом главой армянской делегации, которая должна была представлять Армянский вопрос на Берлинском конгрессе (1878 год), созванном для пересмотра условий Сан-Стефанского мирного договора 1878 года, завершившего Русско-турецкую войну 1877—1878 гг. Сопровождал Хримяна 22-летний переводчик Минас Чераз.
20 марта 1878 года армянская делегация прибыла в Италию. С марта по июнь 1878 года посланники побывали во Франции и в Великобритании. Они встречались с различными политическими деятелями, среди которых были граф Луиджи Корти (министр иностранных дел итальянского королевства в кабинете Кайроли, представитель Италии на Берлинском конгрессе 1878 года), министр иностранных дел Франции, сенатор Вильям Генри Ваддингтон, министр иностранных дел Великобритании лорд Роберт Артур Талбото Гаскойн Сесил, третий маркиз Солсбери (1830—1903), Архиепископ Кентерберийский, а также послы европейских держав. Армянская делегация, взывая о помощи, старалась продемонстрировать Европе и её представителям плачевное положение армян в Османской империи. Ото всех Хримян слышит утешительные фразы и добрые обещания, однако в будущем убеждается, что это всего лишь пустые слова.
18(30) мая 1878 года в Лондоне было подписано секретное англо-русское соглашение, которое предопределило в общих чертах условия пересмотра Сан-Стефанского договора, включая Армянский вопрос. 23 мая (4 июня) Англия подписала секретный договор с Турцией об оборонительном союзе — Кипрскую конвенцию, по которой Великобритания получила право на оккупацию Кипра и право на контроль над проведением турецким правительством реформ в Малой Азии. В обмен же Англия обязалась отстоять «силой оружия» границы в Азии, если Россия потребует их исправления вне пределов, определённых в Сан-Стефано.
1 июня 1878 года в Берлине начался конгресс, который шёл по сценарию Великобритании. Участники форума, не внявшие просьбам Хримяна, не допустили армянскую делегацию к участию в конгрессе. В Берлине 16-й пункт Сан-Стефанского договора, гарантировавший армянам различного рода права, переместился на 61-е место, после чего Армянский вопрос был предан забвению.
1 июля, в последний день конгресса, Мкртич Хримян и Минас Чераз направили послание великим державам. Известны слова Хримяна, где он сравнил конгресс с поеданием харисы. Хримян с юмором подчеркнул, что у великих держав есть железные черпаки, которыми они могли легко брать причитающееся им, а он в отличие от них не смог взять свою долю ввиду того, что у него был бумажный черпак, остававшийся в харисе. После всего этого Хримян Айрик призвал армянский народ вооружаться и самостоятельно бороться за своё будущее.
Во время страшного голода, постигшего Армению после Русско-турецкой войны, Мкртич Хримян проявил громадную энергию по организации общественной помощи населению. В 1879 году он был избран духовным главой города Вана и 1880 году открыл в городе геологическое училище. Он также содействовал созданию тайных национально-освободительных организаций «Сев Хач» (в городе Ван) и «Паштпан аиреняц» (в городе Карин). В 1890 году по инициативе Мкртича Хримяна армянское Национальное Собрание подало два протеста турецкому правительству. За этот шаг Архиепископ был отправлен в почётную ссылку под видом паломничества в Иерусалим.

## Католикос всех армян

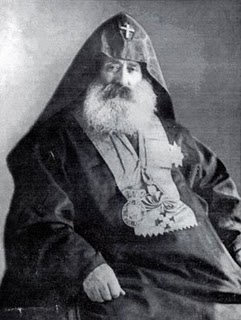
Хримян Айрик

5 мая 1892 года на священном совете Эчмиадзина Мкртич I Хримян был избран главой Армянской Апостольской церкви, католикосом всех армян. 
8 июня 1893 года избрание Мкртича I Хримяна утвердил российский император Александр III. Османский султан Абдул-Хамид II вынужденно признал избрание Мкртича I на Эчмиадзинский престол, но с издевательским условием, что католикос не будет покидать пределов Османской империи. Однако, Мкртич Хримян, всё ещё проживавший в Иерусалиме, нашёл блестящий выход из создавшегося положения: 3 августа 1893 года он отправился в Египет (на тот момент входивший в Османскую империю лишь номинально), откуда кружным путём, через Триест и Вену, прибыл в Восточную Армению, в Эчмиадзин. Здесь 26 сентября 1893 года Мкртич I Хримян вступил на престол главы Армянской Апостольской церкви. Произошло это в праздник Креста Варага, через 17 месяцев после избрания. 

## Влияние на образование
Избрание Мкртича I Хримяна духовным лидером всех армян открыло перед ним новые перспективы. Первым делом он пытается объединить патриархат, устранить внутренние разногласия, привести в порядок церковные дела и одновременно серьёзно заняться внутренними проблемами патриархата. Для улучшения материальных и экономических ресурсов духовной семинарии Айрик Хримян организовал широкую благотворительную деятельность, с помощью которой улучшается социальное положение студентов и педагогов. Поднимается зарплата педагогов, а число студентов начинает увеличиваться. Эти студенты в будущем должны были бы стать педагогами, учёными, образованными и умными священниками, в которых нуждался не только народ на территории Армении, но и армяне, проживающие вне пределов исторической Армении.
Благодаря ему начинает процветать образование. Чтобы поднять уровень образования в духовной семинарии, Хримян Айрик приглашает высококвалифицированных специалистов из Парижа, Берлина, Москвы, Лазаревского армянского училища и Нерсисянской школы. Во время 15-летнего правления Мкртича I Хримяна процветала духовная семинария, основанная Геворгом IV Мецагорцом. Сюда приглашаются на работу знаменитые интеллектуальные деятели того времени, такие как Рачия Ачарян, Комитас, Манук Абегян, Ованес Ованнисян, Гарегин Овсепян, Лео, Макар Екмалян, Егише Тадевосян, Кара Мурза, Тер-Минасян, Вардгес Суренянц, Фанос Терлемезян, Магакия (Орманян), Шаваршян, Карамян, Авдалбекян и др.

## Отношения с Россией
В 1895 году Мкртич I Хримян посетил Санкт-Петербург. Как и многие другие деятели армянского национального движения, Мкртич I связывал избавление армянского народа от мусульманского гнёта с Российской империей. В Петербурге он намеревался начать переговоры о военной или иной помощи армянскому движению. У него состоялась встреча с 27-летним императором Николаем II. Государь наградил католикоса Мкртича I Императорским орденом Святого Апостола Андрея Первозванного за его заслуги перед армянским народом и Российской империей. Армянский католикос стал первым награждённым высшим орденом России во время правления Николая II. Кроме того, русский государь заверил Хримяна в поддержке Западной Армении. Хримян обсудил пути решения армянского вопроса также с некоторыми влиятельными политическими деятелями.
В 1895—1896 годах во время массовых убийств армянского населения в Западной Армении, которые были организованы турецкими властями, Мкртич I не раз письменно обращался к русским политикам и даже к самому Николаю II с просьбой вмешаться и заставить турок прекратить резню. В эти дни католикос лично помогал и прятал западно-армянских беженцев в Эчмиадзине, собирал пожертвования с целью размещения беженцев в Восточной Армении.

## Конфликт с российским самодержавием

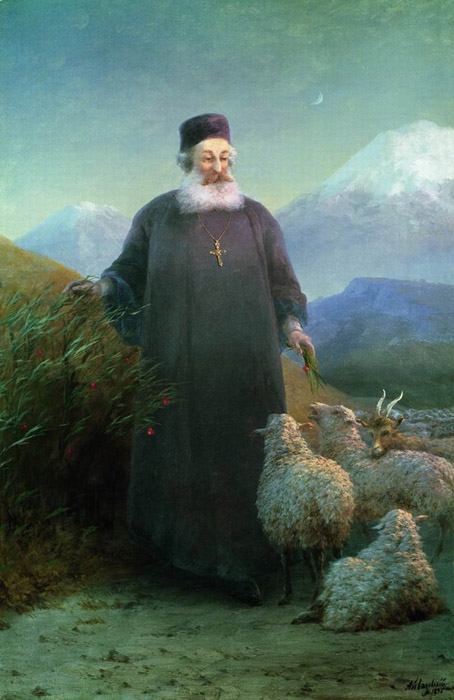
«Мкртич Хримян у Эчмиадзина», Иван Айвазовский, 1885 год

Весьма многим русским политикам не нравился твёрдый и неуступчивый характер Мкртича I. В 1903—1905 годы Хримян подвергался осуждению со стороны русской творческой интеллигенции, политических и военных деятелей. Одним из ярых противников католикоса был главнокомандующий военными силами России на Кавказе Г. С. Голицын (1838—1907). Другим противником был министр внутренних дел В. К. фон Плеве. 12 июня 1903 года император Николай II издал указ о конфискации армянского церковного и школьного имущества, пролоббированный Плеве и князем Голицыным. Католикос Мкртич I как глава Армянской церкви выступил против этого указа. Он запретил армянским священнослужителям хоть как-то подчиняться этому указу. Он возглавил массовую протестную кампанию армянского народа и даже рискнул написать самому Николаю II письмо, в котором просил открыть все армянские школы и не закрывать духовную семинарию. Хримян также отверг указ Петра Столыпина, по которому все кавказские народы должны были проводить все клятвенные церемонии на русском языке. В мае 1904 года Голицын способствовал подготовке политического процесса над Эчмиадзинским престолом во главе с Мкртичем I Хримяном. События того времени были отражены в работе русского историка С. С. Ольденбурга «Царствование Императора Николая II», в которой говорилось, что армянский католикос и его подчинённые выделяли значительные средства для поддержки армянских национальных организаций в России и Турции. Это было правдой, — истина же заключалась в том, что армянские национал-революционеры представляли угрозу для Турции, но не для России.
Между тем, протестная кампания армянского народа увенчалась успехом: 1 августа 1905 Николай II подписал указ о возвращении Армянской церкви конфискованного имущества; одновременно разрешалось вновь открыть армянские национальные школы.

## Последние годы и смерть

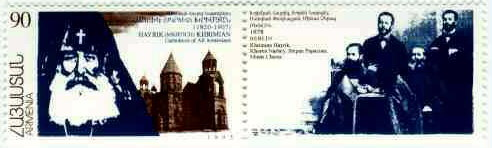
Почтовая марка Республики Армении, посвящённая Хримяну

5 августа 1906 года Мкртич I Хримян созвал «Национальное собрание армян России» в Эчмиадзине. На этом собрании присутствовало 60 делегатов и 200 гостей. Целью собрания было урегулирование конфликтов внутри церкви и общества. Собрание, однако, было разогнано властями.
Самой главной целью и мечтой Мкртича I Хримяна всегда было освобождение армян от гнёта и спасение их от физического уничтожения. Он хотел собрать армян, разбросанных по всему свету, на родной земле и создать для них такие условия, при которых армянам больше не нужно будет покидать свою родину. 10 марта 1905 года патриотическим кондаком он призвал всех армян, живущих на чужбине, вернуться обратно на родину.

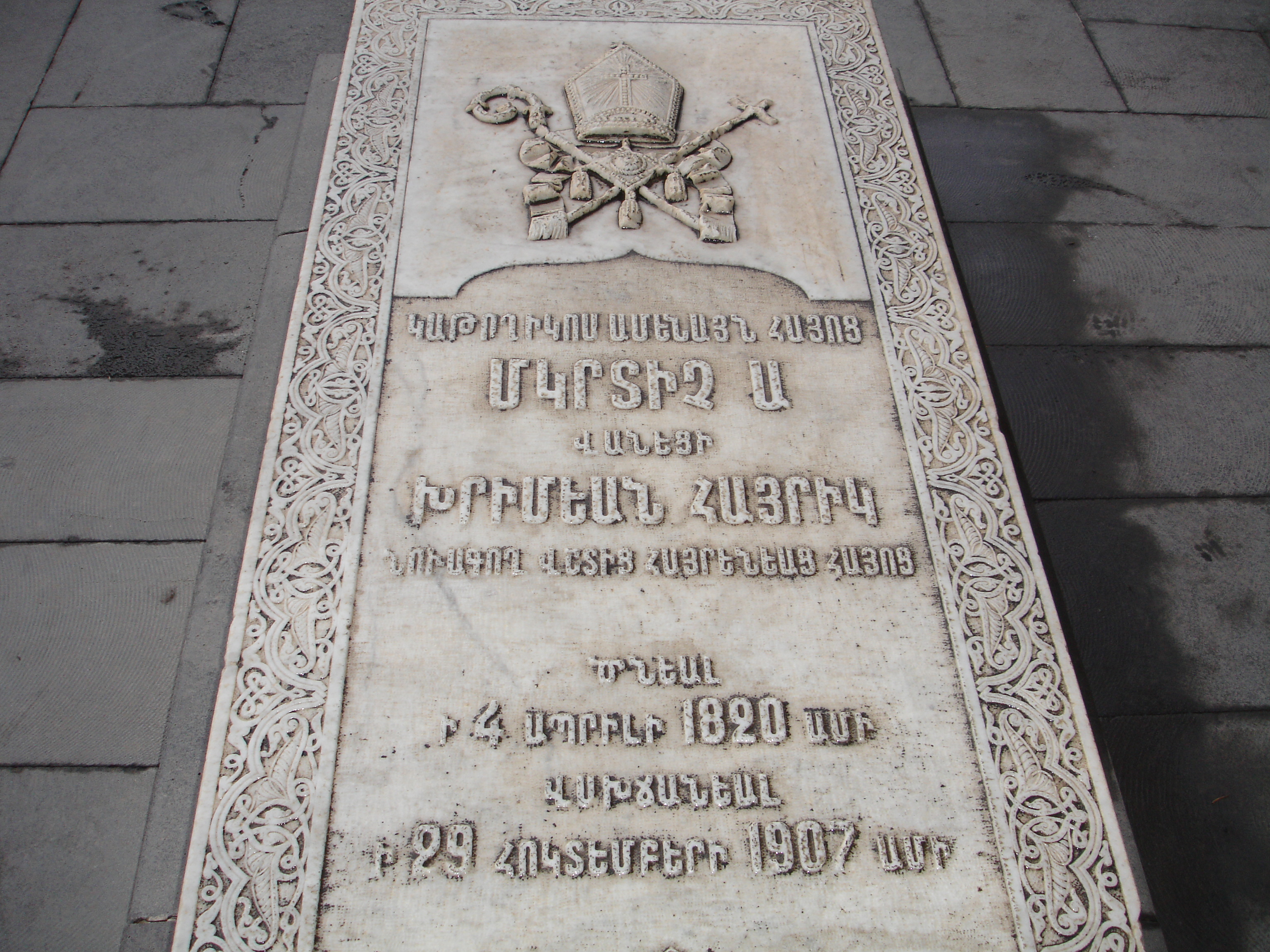
Надгробие на могиле Хримяна

Католикос всех армян Мкртич I Хримян скончался 29 октября 1907 года на 87-м году жизни в Эчмиадзинском монастыре. Айк Ачемян в своей книге «Аёц Айрик» (Отец армян) писал, что по решению Эчмиадзинского Синода и монастырской общины тело Мкртича I Хримяна должны были похоронить рядом с его предшественником католикосом Макаром I Тегутеци, однако в связи с резкими протестами верующих место захоронения было перенесено.
Мкртич I Хримян был погребён во вторник, 6 ноября 1907 года. Его похоронили в подворье храма Эчмиадзина, рядом с другим заслуженным католикосом Нерсесом V Аштаракеци. Посмертную маску Хримяна Айрика снял будущий народный художник СССР Сергей Меркуров. Сегодня она хранится в доме-музее художника в Гюмри.

## Награды
- Орден Святого апостола Андрея Первозванного
- Орден Святого Александра Невского
- Орден Белого Орла
- Орден Святой Анны I степени
- Орден Святого Станислава I степени